# براونینگ‌تباران
براونینگ‌تباران (نام علمی: Browningieae) نام یک تبار از زیرخانواده کاکتوس‌واران است.

## سرده‌ها
- کاکتوس‌های زرهی
- کاکتوس گدازه
- براونینگیا
- Jasminocereus
- Neoraimondia
- کاکتوس خلال دندان